# Sool
Sool er en officiel territorial enhed i det nordlige Somalia, hvor hovedbyen er Laascaanood. Sool grænser op til Etiopien og de somaliske territoriale enheder Bari, Nugaal, Sanaag og Toghdeer.
8°23′46″N 47°41′29″Ø / 8.39611°N 47.69139°Ø